# 2006 en Israël
Chronologie d'Israël (en)
- 2002
- 2003
- 2004
- 2005
- 2006
- 2007
- 2008
- 2009
- 2010

Cette page concerne les évènements survenus en 2006 en Israël  :

## Évènement
- 31 janvier : Résolution 1655 du Conseil de sécurité des Nations unies
- 14 février : Concours de caricatures antisémites israéliennes (en)
- 28 mars : Élections législatives israéliennes
- 25 avril : Lancement du satellite EROS B (en)
- 25 juin : Raid transfrontalier de 2006 de Gaza (en) (incursion en Israël de militants palestiniens).
- 28 juin : Début de l'opération Pluies d'été (intervention militaire dans la bande de Gaza)
- 12 juillet : Début du conflit israélo-libanais
- août : Manifestation des soldats de réserve israéliens (en)
- 10 octobre : Début de l'affaire de corruption dite Scandale du Missile Barak (en)
- 1er novembre : Début de l'opération Nuages d'automne (en) (intervention sur Beit Hanoun)

## Sport
- Championnat d'Israël de football 2005-2006
- Championnat d'Israël de football 2006-2007
- 18-19 mars : Coupe d'Europe hivernale des lancers

## Culture
- Participation d'Israël au concours de l'Eurovision (en).

### Sortie de film
- Adama, mon kibboutz
- Aviva Ahuvati
- The Bubble
- Forgiveness
- Lemarit Ain
- Petits Héros